# Stórahæð
Stórahæð är en kulle i republiken Island. Den ligger i regionen Norðurland eystra, 300 km nordost om huvudstaden Reykjavík. Toppen på Stórahæð är 445 meter över havet.
Trakten runt Stórahæð är nära nog obefolkad, med mindre än två invånare per kvadratkilometer. Trakten runt Stórahæð består i huvudsak av gräsmarker.